# 장 프랑수아 고티에
장 프랑수아 고티에(영어: Jean François Gaultier) (1708년 10월 6일~1756년 7월 10일)은 프랑스의 의사이자 식물학자이다. 그는 뉴 프랑스 왕의 의사였으며, 퀘벡의 오뗄디외 병원의 정규 의사였다. 캐나다의 주요 박물학자 중 한 명인 고티에는 1749년 퀘벡 탐험 항해에서 스웨덴의 식물학자인 페르 칼름을 지원했다.
장 프랑수아 고티에는 1752년 3월 12일에 마들렌 마리 앤(Madeleine-Marie-Anne)과 결혼했다.

## 같이 보기
- 페르 칼름